# Burg Rýzmberk

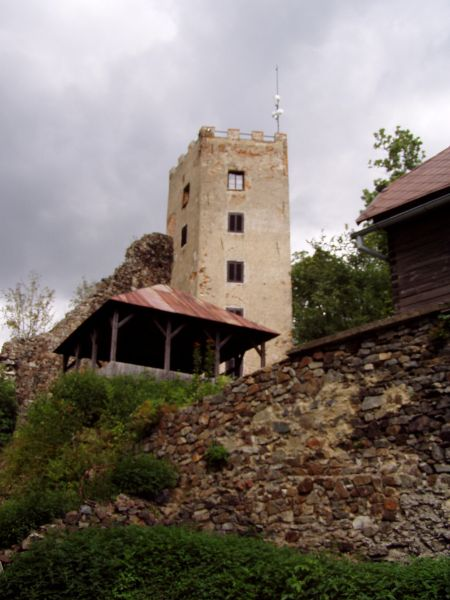
Burgruine Rýzmberk, Aussichtsturm

Die Burg Rýzmberk (deutsch Riesenberg) befindet sich in der Nähe des Städtchens Kdyně (dt. Neugedein), in der Region Plzeň (Tschechien).
Die gotische Burg wurde auf Wunsch des Königs Ottokar II. Přemysl in der zweiten Hälfte des 13. Jahrhunderts angelegt. Als einer der ersten Besitzer wird 1279 Diepold Schwihau von Riesenberg erwähnt. Die Burg diente damals zur Bewachung des Passes am Regensburger Steig an der Hauptverbindung von Prag nach Regensburg. In der Folgezeit kam es mehreren Umbauten, die größten nach einem verheerenden Brand 1448 und unter Břetislav Schwihau von Riesenberg im Jahr 1508. Die Burg wurde weiter befestigt und galt als uneinnehmbar. 1620 wurde die Burg durch eine List von der kaiserlichen Armee unter Führung des Generals Baltasar von Marradas eingenommen, 1641 durch die Schweden erobert und verwüstet. 1655 erließ Kaiser Ferdinand III. einen Befehl, die Festungsmauern zu zerstören.
Kern der Burg bildete ein Bergfried mit einem Wehrturm auf der einen und dem Wohnpalast auf der anderen Seite, mit einer befestigten Vorburg, ebenfalls mit zwei Türmen, Flankenbasteien und weiterem Palastflügel. Von der Burg sind heute noch die Befestigungsreste und der Burgkeller zu sehen.
Seit 1697 war die Ruine im Besitz der Familie Stadion, wurde aber nur noch als Parkgelände genutzt, auf dem die Familie 1846–1847 einen Aussichtsturm bauen ließ. 1935 begann man mit dem Bau einer Freilichtbühne, die zunächst für Vorstellungen von Laientheatergruppen genutzt wurde. Gegenwärtig findet hier jährlich das Country- und Folklorefestival Rýzmberský hradní guláš statt.
Die Burg Riesenberg ist auch Schauplatz im Roman Consuelo der französischen Schriftstellerin George Sand.